# (6343) 1993 VK
1993 في كي (ويعرف أيضًا باسم (6343) 1993 في كي وفق تسمية الكوكب الصغير) (بالإنجليزية: 1993 VK)‏ هو كويكب ضمن حزام الكويكبات؛ وترتيبه 6343 من حيث الاكتشاف.
اكتُشف هذا الجُرم الفلكي بواسطة هيروشي كانيدا في 7 نوفمبر 1993.

## وصلات خارجية
- (6343) 1993 VK في قاعدة بيانات مختبر الدفع النفاث لأجرام النظام الشمسي الصغيرة

- الاكتشاف · مخطط المدار ·  العناصر المدارية · المعلمات المادية

- (6343) 1993 VK على موقع ويكي سكاي: DSS2, SDSS, GALEX, IRAS, Hydrogen α, X-Ray, Astrophoto, Sky Map, Articles and images